# Naliwki
Naliwki (biał. Наліўкі; ros. Наливки) – wieś na Białorusi, w obwodzie brzeskim, w rejonie iwacewickim, w sielsowiecie Byteń, nad Szczarą. 
W dwudziestoleciu międzywojennym leżały w Polsce, w województwie nowogródzkim, w powiecie słonimskim, w gminie Byteń. Po II wojnie światowej w granicach Związku Sowieckiego. Od 1991 w niepodległej Białorusi.